# موسك يباد (ردفان)

تعديل مصدري - تعديل

موسك يباد هي إحدى قرى عزلة الحبيلين بمديرية ردفان التابعة لمحافظة لحج، بلغ تعداد سكانها 36 نسمة حسب تعداد اليمن لعام 2004.